# Moe Szyslak
Moe Szyslak is een van de prominent aanwezige personages in de Amerikaanse animatiereeks The Simpsons. Hij wordt ingesproken door Hank Azaria. Naast Moe vertolkt die onder andere ook nog Apu (gerant Kwik-E-Mart), commissaris Wiggum en tal van andere rollen.
Moe Szyslak is de uitbater van Moe's Tavern en Eski-Moe's in Alaska. Moe's Tavern is het stamcafé waar Homer Simpson, Lenny, Carl en Barney Gumble vaste klanten zijn. Vooral Barney Gumble zou niet zonder Moe's kunnen leven; hij zit namelijk met een gigantisch alcoholprobleem.

## Biografie
Moe's verleden is niet bekend, maar zijn achternaam doet vermoeden dat hij van Oost-Europese afkomst is. In de loop van de serie worden o.a.  Albanië, Nederland en Italië als mogelijke geboortelanden van Moe genoemd. Moe’s voorouders werkten blijkbaar als barmannen voor de Russische Tsaar.
Moe Szyslak is of op jonge leeftijd naar de Verenigde Staten verhuisd of is er geboren in de staat Indiana. Als kind werd Moe ooit door zijn ouders in een zomerkamp achtergelaten, en nooit meer opgehaald. Als jonge man werd Moe een professionele bokser onder de namen "Kid Gorgeous", "Kid Presentable", "Kid Gruesome", en "Kid Moe". Volgens Moe is zijn bokscarrière er de schuld van dat hij nu lelijk is. Hij moest stoppen met boksen na 40 keer op rij verslagen te zijn.
Na te zijn afgestudeerd aan de barmanschool op Swigmore University opende Moe zijn eigen bar in Springfield genaamd "Moe's Tavern." Moe’s hele leven draait nu om dit café. Moe is de enige werknemer in het café. Veel klanten heeft hij niet.
Moe is nog altijd niet getrouwd, en komt vaak als levensmoe naar voor in het programma. Hij is wanhopig op zoek naar een vriendin, maar tot zijn grote frustratie lukt dat hem niet. Hij leeft een beetje het leven van een eenzaat. Hij doet zich nors voor; maar uiteindelijk blijkt hij toch een zachte inborst te hebben.
Moe serveert vooral Duff Beer in zijn bar, en heeft maar weinig verstand van andere dranken of wijnen. Hij laat maar al te graag zijn bar en vaste klanten in de steek als hij de kans krijgt op een beter bestaan.
Moe is vaak betrokken bij duistere en illegale zaken in zijn café, waaronder het smokkelen van panda's en orka’s, het organiseren van spelletjes Russische roulette, het runnen van een illegaal casino, het serveren van sterkedrank zonder vergunning en zich voordoen als arts in zijn bar.
Moe is vaak suicidaal en nors, maar kan ook tekenen van liefde tonen. Hij heeft een kat genaamd Mr. Snookums waar hij erg trots op is. Op woensdagavond leest hij voor aan de daklozen in een lokale soepkeuken, en aan zieke kinderen in het ziekenhuis. Hij redde ooit het leven van Maggie Simpson. Moe heeft verder kennis van auto’s en dansen.

## Neptelefoontjes
In de eerste paar seizoenen van de serie kreeg Moe geregeld neptelefoontjes van Bart Simpson. Deze telefoontjes volgden altijd een vast patroon: Bart belde Moe op en vroeg naar een niet bestaand persoon. Moe had nooit door dat de naam die Bart noemde een verbastering was van een zin, en schreeuwde deze dan ook door de hele bar om te kijken of de persoon in kwestie aanwezig was (op een dergelijke manier dat de verbastering meteen duidelijk werd, zoals "Hey, fellas, I need Amanda Hugginkiss!"). Dit resulteerde dan altijd in hard gelach van zijn klanten. Namen waar Bart naar gevraagd heeft zijn:
- Al Coholic ("Alcoholic") uit Some Enchanted Evening[6]
- Oliver Clozsoff ("All of her clothes off") uit Some Enchanted Evening[6]
- I.P. Freely ("I pee freely") uit Homer's Odyssey[6]
- Jacques Strap ("Jock strap") uit Moaning Lisa[6]
- Seymour Butz ("See more butts") uit One Fish, Two Fish, Blowfish, Blue Fish[6]
- Mike Rotch ("My crotch") uit Blood Feud[6]
- Hugh Jass ("Huge ass") uit Flaming Moe's[6]
- Bea O'Problem ("B.O. problem") uit Burns Verkaufen der Kraftwerk[6]
- Amanda Hugginkiss ("A man to hug and kiss") uit New Kid on the Block[6]
- Ollie Tabugar ("I'll eat a booger") uit Homer the Moe[6]
- Heywood U. Cuddleme ("Hey would you cuddle me") (via morse code) uit Helter Shelter[6]
- Ivanna Tinkle ("I wanna tinkle") uit New Kid on the Block[6]
- Homer Sexual ("Homosexual") uit Principal Charming[6]

Toen Moe een baan had als vervangend leraar op de basisschool van Springfield, werd hij ook tweemaal het slachtoffer van dergelijke namen. Hij vroeg naar studenten Anita Bath ("I need a bath") en Maya Butreeks ("My butt reeks").
Moe heeft ook van anderen neptelefoontjes ontvangen, zoals van Homer Simpson die vroeg naar Eura Snotball ("You're a snotball").
Recentelijk is Bart gestopt met de neptelefoontjes, vermoedelijk door de komst van de nummermelder. De laatste grap was in seizoen 14, en deze verliep via de telegraaf in plaats van via de telefoon.